# نحميا إيستمان
نحميا إيستمان هو محامي وسياسي أمريكي، ولد في 16 يونيو 1782، وتوفي في 11 يناير 1856. نشط حزبياً في الحزب الديمقراطي. وقد انتخب عضو مجلس ولاية نيوهامبشير ‏ وانتخب عضو مجلس النواب الأمريكي.